# Greg Hardy
Gregory McKarl Hardy  (født 28. juli 1988 i Millington, Tennessee i USA) er en amerikansk MMA-udøver og tidligere amerikansk fodbold defensiv spiller. Han spillede college fodbold på University of Mississippi (Ole Miss), og blev hyret af Carolina Panthers i den sjette runde af 2010 NFL Draft. Hardy blev hyret hos Pro Bowl og andet-holdet All-Pro efter 2013 NFL sæsonen, hvor han opbyggede en karriere i 15 high sacks. Hardy's 15 sacks i 2013 er i øjeblikket Carolina Panthers single-season franchise rekord. Hardy spillede også for Dallas Cowboys.
Den 15. juli 2014 blev Hardy fundet skyldig i at angribe en tidligere kæreste og blev dømt til 18 måneders prøvetid og suspenderet til 10 kampe af NFL (suspensionen blev reduceret til 4 kampe efter voldgift).  Hardy appellerede sin dom, og sagen blev afskediget, efter at offeret ikke havde fundet sted i retten for at vidne, men Hardys anholdelse og retssag var i fokus for en betydelig kontrovers.  

## Ultimate Fighting Championship
Efter at have opnået en ubesejret professionel rekordliste på 3-0, med alle 3 sejre via knockout inden for et minut, fik Hardy sin Ultimate Fighting Championship-debut mod Allen Crowder den 19. januar 2019 på UFC Fight Night: Cejudo vs. Dillashaw.  Hardy tabte kampen via diskvalifikation. Hardy ramte Crowder med knæet, mens Crowder var nede på jorden, hvilket efterlod Crowder ude af stand til at fortsætte. 
I sin anden UFC-kamp blev mødte Hardy, Dmitrii Smoliakov den 27. april 2019 på UFC Fight Night: Jacaré vs. Hermansson. Han vandt kampen via TKO i første omgang. 